# Elbwiesen (Dresden)

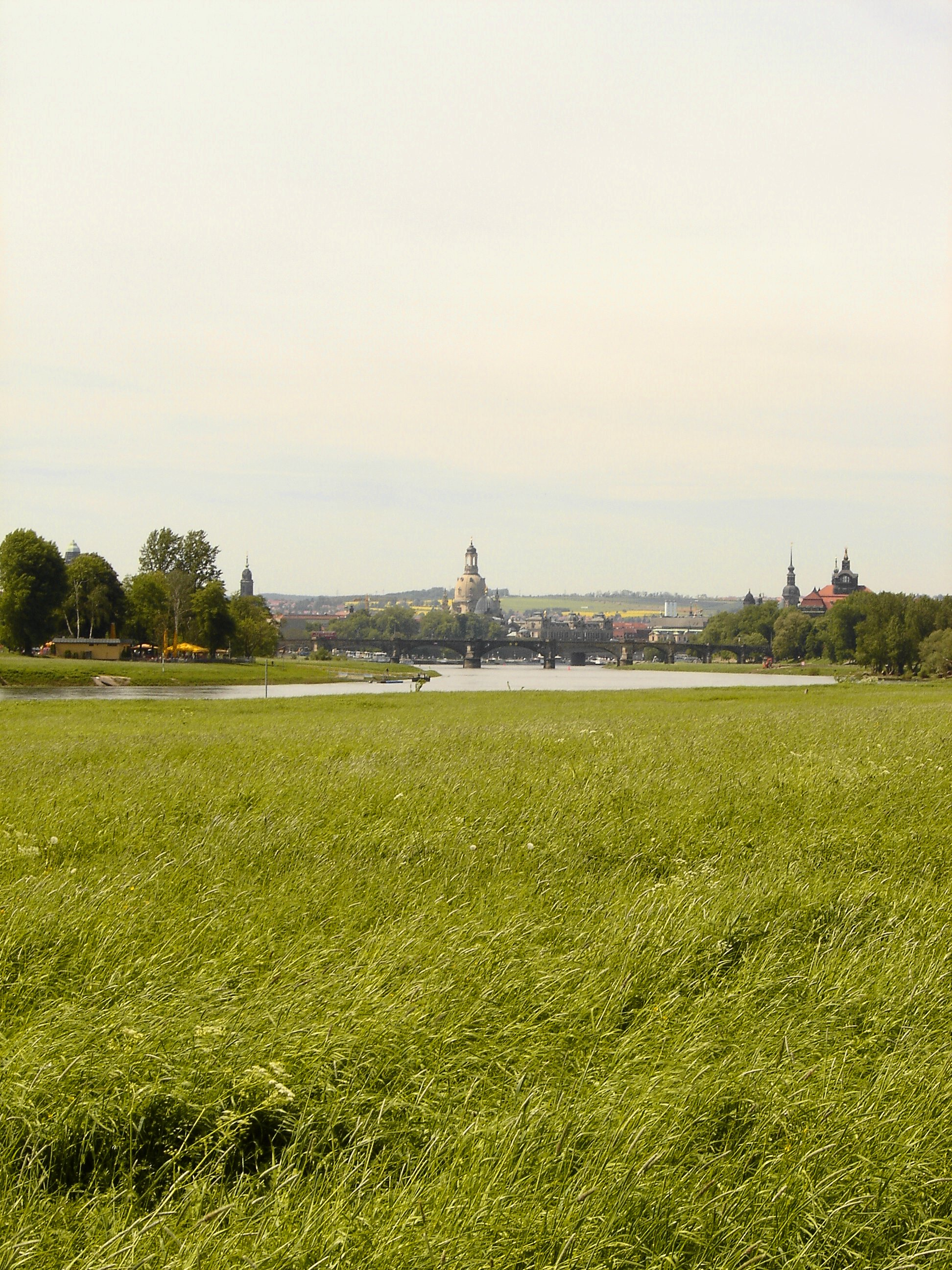
Blick über die Elbwiesen auf die historische Innenstadt Dresdens vor dem Bau der Waldschlößchenbrücke, 2006

Die Elbwiesen in Dresden bilden das Ufer der Elbe und ziehen sich, mit Ausnahme der Brühlschen Terrasse und des davor gelegenen Terrassenufers sowie der Neuen Terrasse am Landtag, quer durch die Stadt. Es ergibt sich eine Gesamtlänge der Elbwiesen von etwa 30 Kilometern auf beiden Flussseiten. Ihre Breite schwankt zwischen wenigen Metern unterhalb der Elbschlösser, wo die Elbe dicht an den Elbhang heranrückt, und bis zu 400 Metern am gegenüberliegenden Ufer.

## Stadtbild

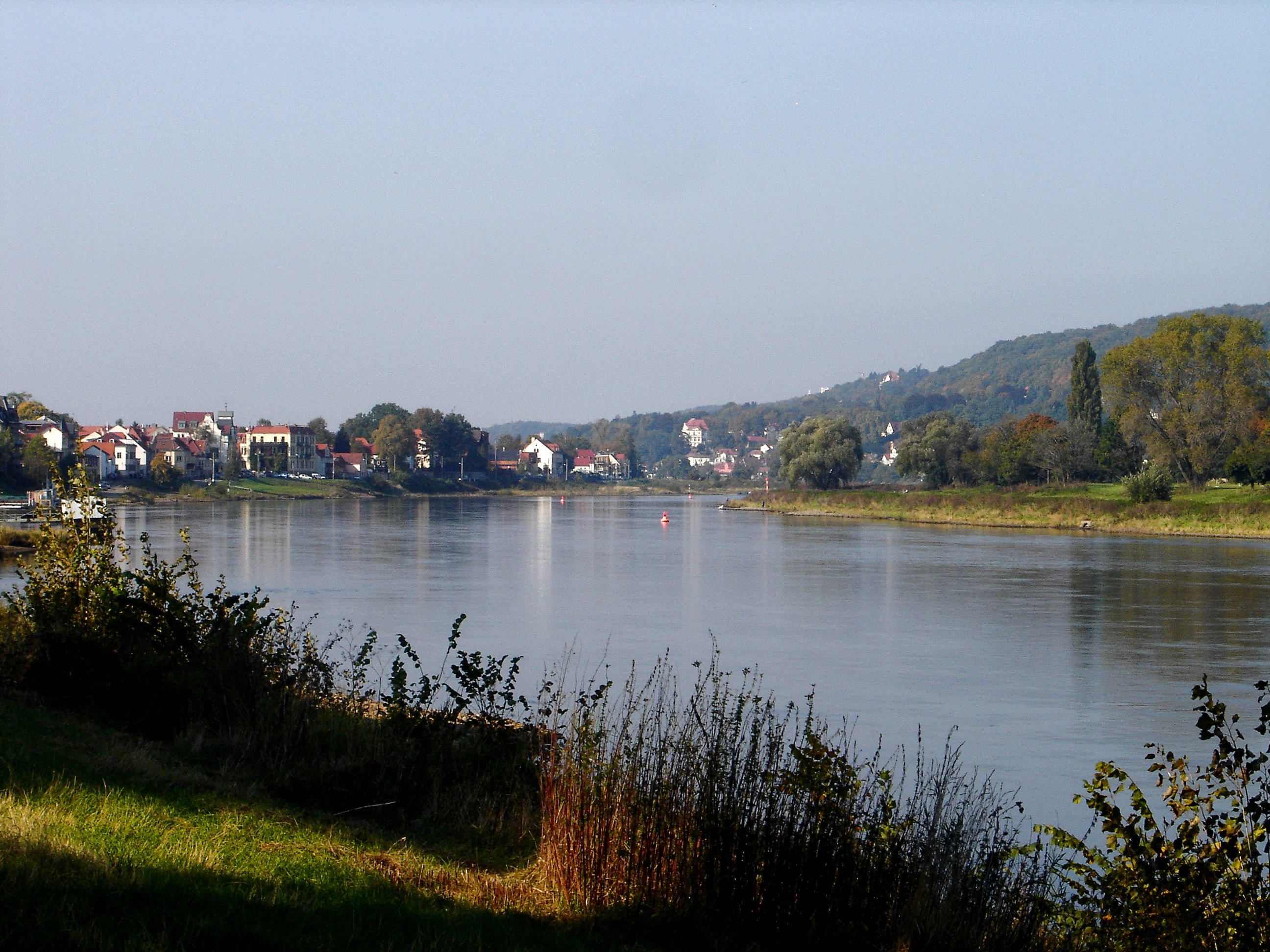
Die Elbwiesen sind teilweise durch alte Dorfkerne und Weidenhecken unterbrochen und eingegrenzt

Die Elbwiesen durchschneiden die komplette Stadt und sorgen so für ein weichgezeichnetes Stadtbild. Im Südosten gehen die nördlichen Elbwiesen direkt in den bewaldeten Elbhang und die Dresdner Heide über, weshalb die Elbwiesen schon in unmittelbarer Innenstadtnähe die Grenzen des urbanen Raums bilden. Entlang des Dresdner Elbhangs ziehen sich einige alte Dorfkerne, wie Wachwitz, Niederpoyritz oder Pillnitz, die in einem Kontrast zu den deutlich urbaneren Stadtteilen wie Blasewitz oder Laubegast auf der gegenüber liegenden Elbseite stehen.
Die Elbwiesen verstärken die Formgebung der Elbmäander insbesondere im Südosten zwischen den dörflich erhaltenen Stadtteilen. Am Prallhang unterhalb des Elbhangs sind sie schmal und steil während sie auf dem gegenüberliegenden Gleithang sehr flach und äußerst breit sind. 
Der landschaftliche Charakter der Elbwiesen bleibt auch in den angrenzenden Gemeinden und Städten (wie etwa Pirna oder Radebeul) erhalten. Die Elbwiesen besitzen nicht nur für Dresden, sondern für den gesamten Ballungsraum einen landschaftlichen Wert. Ihr enormer Einfluss auf das gesamte Stadtbild wurde 2004 durch die Ernennung zum Weltkulturerbe Dresdner Elbtal gewürdigt. Infolge des Baus der Waldschlößchenbrücke wurde der Welterbe-Titel allerdings 2009 wieder aberkannt.

## Naherholung und Freizeit

Freizeit an der Elbe in Dresden

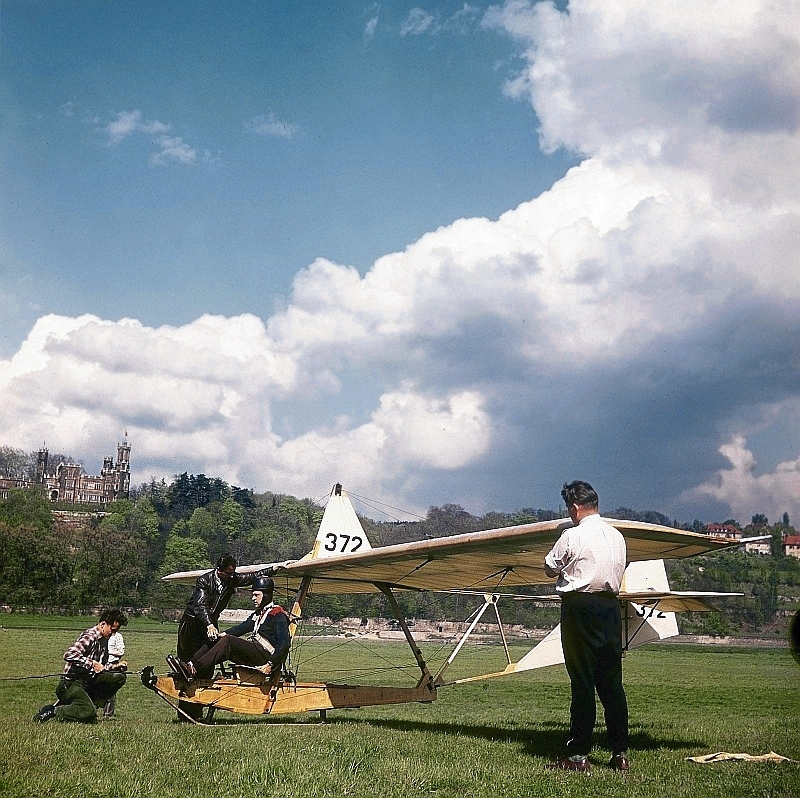
Segelfluggelände: Ein Schulgleiter SG 38 am Startpunkt, am Bug Helfer beim Einhängen des Stahldraht-Schleppseils in den Schlepphaken

Die Elbwiesen sind von vielen Stadtteilen aus schnell zu erreichen. Sie werden intensiv für die Naherholung, vor allem zum Spazieren, Sporttreiben und Feiern genutzt. Von 1952 bis zum sogenannten „Militärputsch“ in den Luftsportsektionen der Gesellschaft für Sport und Technik 1979 wurden die linksseitigen Elbwiesen als Segelflugplatz genutzt.
Auf den Elbwiesen finden jährliche Großveranstaltungen wie die Filmnächte am Elbufer statt. Bürgerinitiativen befürchteten während des Dresdner Brückenstreits, dass der Naherholungswert durch die Waldschlößchenbrücke lokal erheblich beeinträchtigt wird, da sie die Elbwiesen an deren breitester Stelle überquert.
Die Elbwiesen befinden sich in unmittelbarer Nähe zu dicht besiedelten Stadtteilen wie Blasewitz, Striesen, Pieschen, Cotta und den meisten Dresdner Vorstädten. Etwa 155.000 Einwohner Dresdens leben in den Stadtteilen, die von den Elbwiesen durchlaufen werden.

## Landwirtschaft

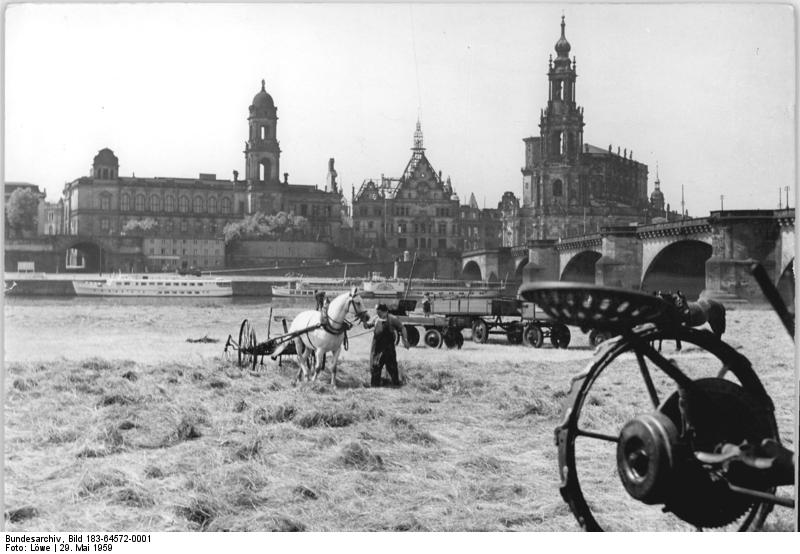
Heumahd vor der Innenstadt, 1959

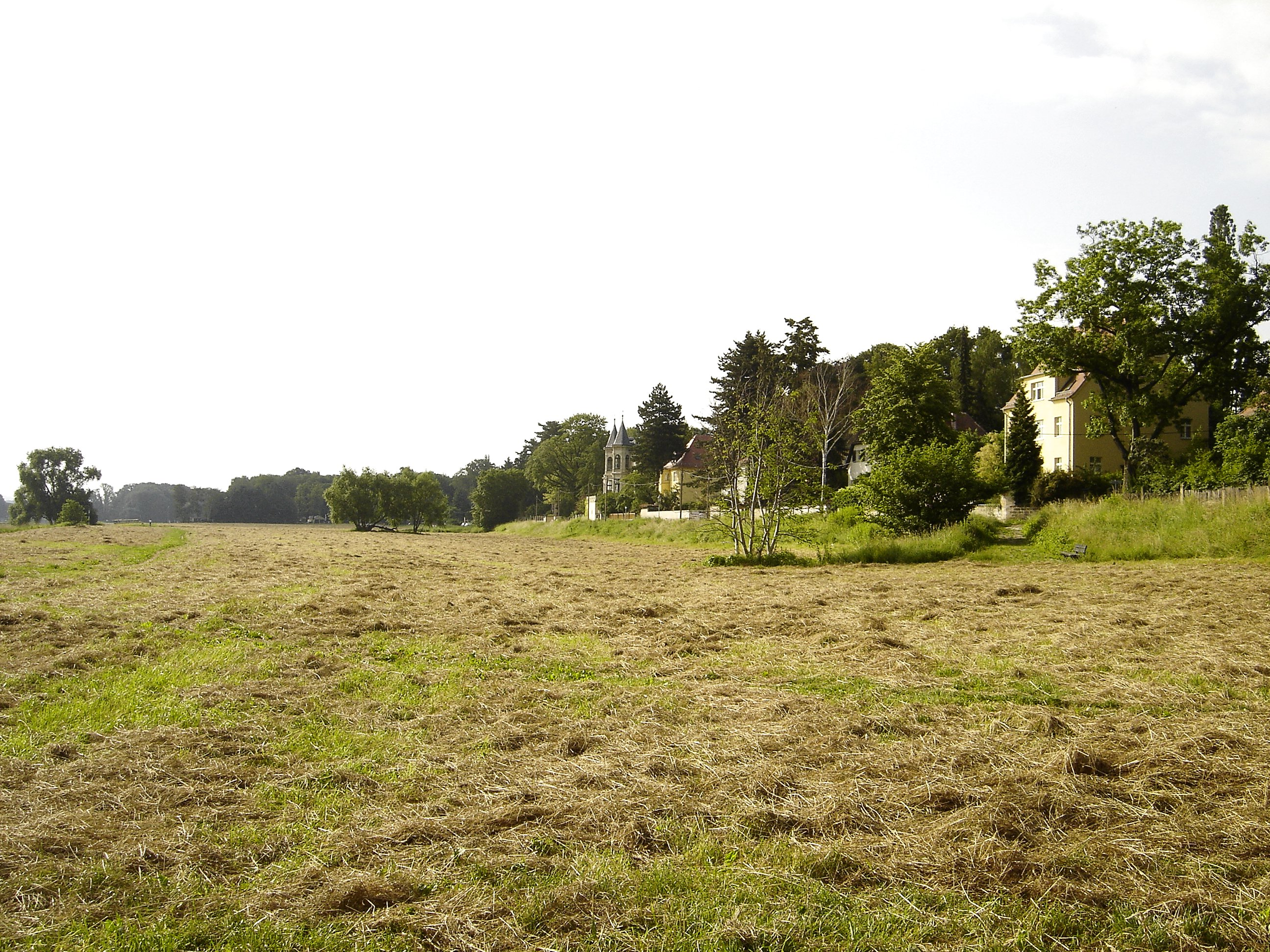
Elbwiesen bei Kleinzschachwitz nach dem Mähen im Juni

Die Elbwiesen sind in Teilen abgegrenzte Weidefläche. Zur Pflege der Wiesen, die auf keinen Fall als Rasenflächen zu verstehen sind, werden teilweise Schafherden genutzt. So ist es ein häufig anzutreffendes Bild, dass Schafe direkt vor der Silhouette der Altstadt grasen. Weite Teile der Elbwiesen sind Landschaftsschutzgebiete und ihre Nutzungsmöglichkeiten daher definiert. 
Die größten Teile werden nicht durch Weiden genutzt, sondern sind zugängliches Nutzland, das als Futterwiese bewirtschaftet wird. In der Regel wird zweimal im Jahr Heu geerntet. Das Mähen der Wiesen ist für den Erhalt der Kulturlandschaft wichtig, da die Wiesen sonst mit Hochstauden oder Sträuchern überwachsen würden.

## Wasserwirtschaft
Teile der Elbwiesen dienen der Trinkwassergewinnung, so zum Beispiel durch das Wasserwerk Hosterwitz auf der nördlichen Elbseite und das Wasserwerk Tolkewitz auf der südlichen Elbseite. Das Wasserwerk Saloppe befindet sich zwar auf den Elbwiesen, fängt aber am Talausgang des Mordgrundbachs Wasser aus der Dresdner Heide ab.

## Umwelt- und Landschaftsschutz

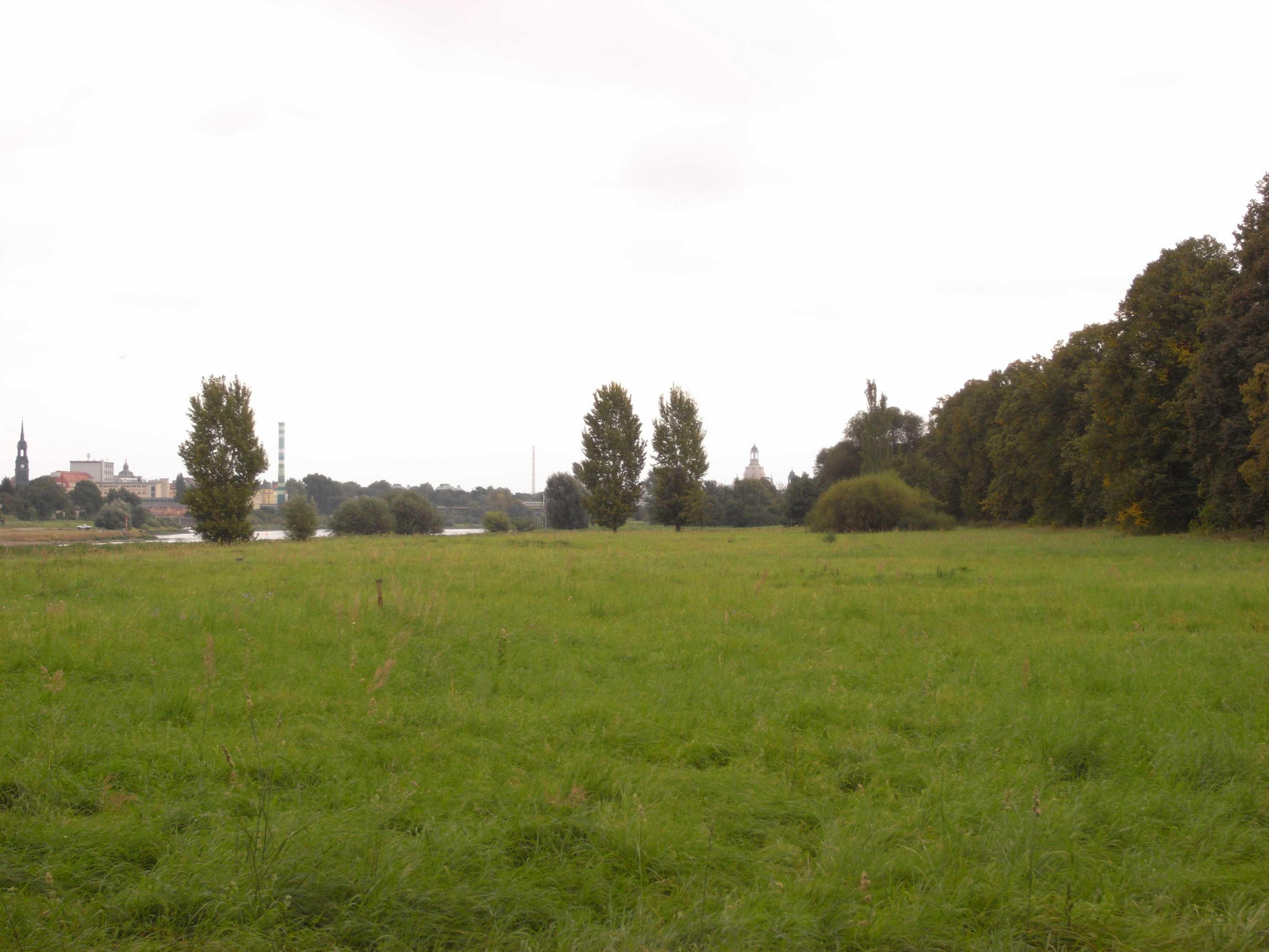
Elbwiesen am innerstädtischen Landschaftsraum des Großen Ostrageheges

Die Elbwiesen sind keine Naturlandschaft, sondern ein durch den Menschen veränderte und bewirtschaftete Kulturlandschaft. Nahezu alle Flächen der Elbwiesen in Dresden sind durch Flächen des Naturschutzes, speziell des Landschaftsschutzes, geschützt. Diese Flächen sind:
- Das Fauna-Flora-Habitat 34E Elbtal zwischen Schöna und Mühlberg
- Das Landschaftsschutzgebiet d65 Dresdner Elbwiesen und -altarme[2]
- Das Landschaftsschutzgebiet d32 Elbhänge Dresden-Pirna und Schönfelder Hochland

Zudem sind viele einzelne Landschaftsbestandteile in Form von Naturdenkmälern, Naturschutzgebieten oder Einzelbiotopen geschützt.

## Hochwasserschutz
In Dresden gibt es nur stellenweise Deiche (wie etwa bei Gohlis). Hochwasserschutz soll vielmehr über den Flutraum der Elbwiesen und der alten Elbarme erreicht werden. Diese sind normalerweise verlandet. Normale Hochwasser, die in Dresden zwischen 4 und 7 Meter hoch sind, haben deshalb kaum Auswirkung auf Infrastruktur und Gebäude der Stadt. Ab Pegelständen von etwa 8 Metern werden bebaute Bereiche überschwemmt, wie zum Beispiel beim Elbhochwasser im August 2002. Das Prinzip, den Fluss relativ unbegradigt und uneingeengt zu lassen, sorgt bei Hochwassern für einen guten natürlichen Schutz. Die Dresdner Elbtalweitung ist natürlicherseits ein Retentionsraum des Stromes.
Wenige Kilometer flussaufwärts wird fast das gesamte Gebiet der Tschechischen Republik durch das Durchbruchstal im Elbsandsteingebirge entwässert. Beim Passieren dieses Gebirgstales erhöht die Elbe ihre Fließgeschwindigkeit, bevor sie im Großraum Dresden in den flachen Mittellauf übergeht.

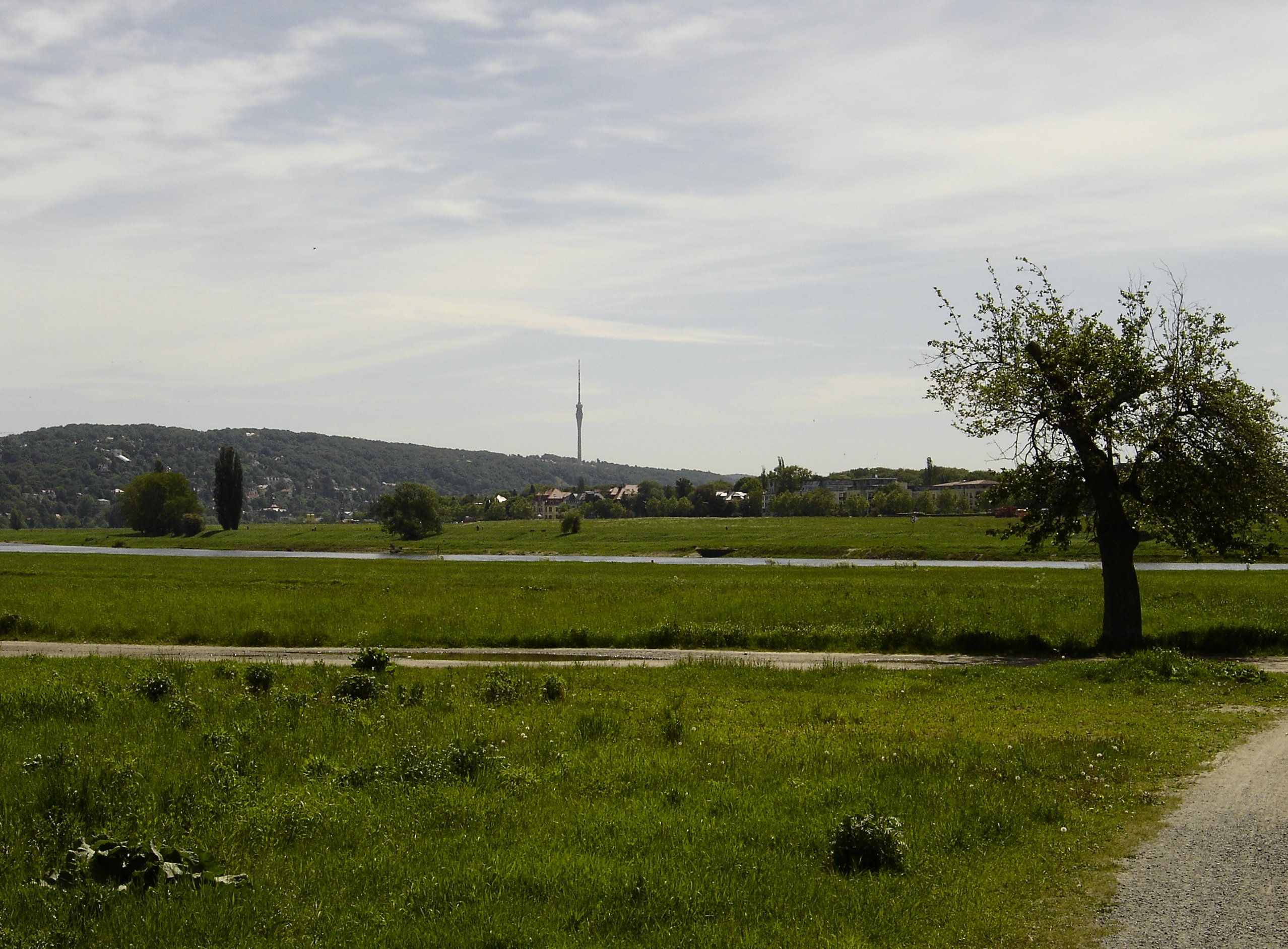
Blick von unterhalb des Waldschlösschens über die Elbe zum Käthe-Kollwitz-Ufer
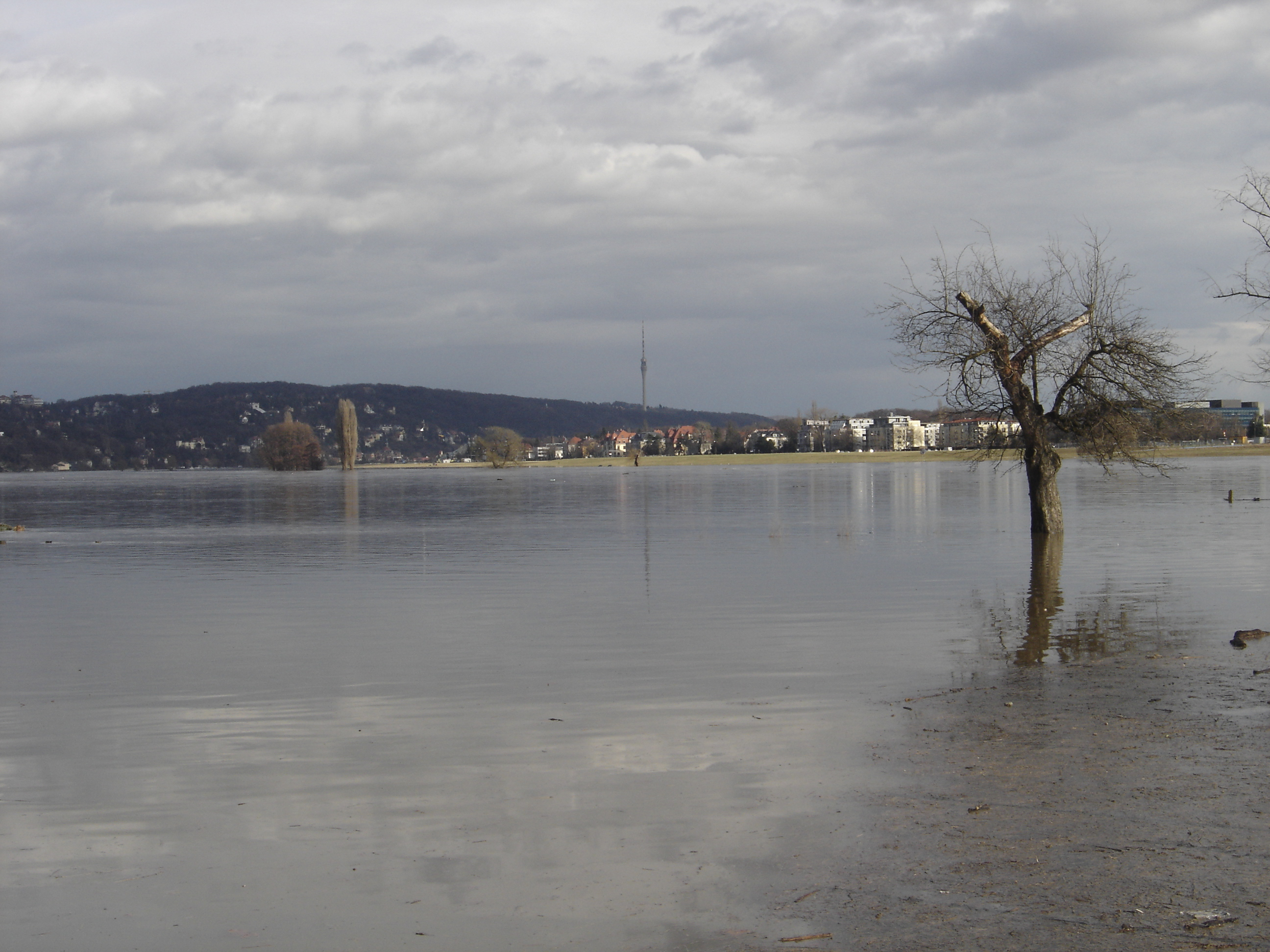
Gleicher Standort bei mittlerem Hochwasser (Pegelstand ca. 7,10 m)